# Akira Nishino (Fußballspieler)
Akira Nishino (japanisch 西野 朗 Nishino Akira; * 7. April 1955 in Urawa (heute: Stadtbezirk von Saitama), Präfektur Saitama) ist ein ehemaliger japanischer Fußballspieler und heutiger Trainer.

## Spieler

### Verein
Nishino war in seiner Jugendzeit vier Jahre für die Waseda University in Tokio aktiv. Anschließend spielte er von 1978 bis 1990 für die Werksmannschaft von Hitachi (heute: Kashiwa Reysol) in der Japan Soccer League, dem Vorgänger der heutigen J1 League. Für den Verein absolvierte er insgesamt 192 Ligaspiele und konnte dabei 32 Treffer erzielen.

### Nationalmannschaft
1977 debütierte Nishino für die japanische Fußballnationalmannschaft. Nishino bestritt insgesamt zwölf Länderspiele und erzielte dabei ein Tor.

## Trainer
Danach wechselte er zur Trainerkarriere, wo er erst die U-20- und die U-23-Nationalmannschaften managte und anschließend von 1998 bis 2001 seinen Heimatverein Kashiwa Reysol, mit dem er 1999 den J. League Cup gewann. Danach war er 10 Jahre bei Gamba Osaka, mit dem er 2007 den Cup erneut holen konnte sowie den Kaiserpokal 2008 und 2009, Tabellenerster 2005 und Asienmeister 2008, bis er 2012 erst zu Vissel Kōbe und im Folgejahr zu Nagoya Grampus wechselte.
Von April bis Juli 2018 trainierte Nishino die japanische Nationalmannschaft und übernahm dort das Amt des bosnischen Trainers Vahid Halilhodzic. Ab August 2019 war er Übungsleiter der thailändischen A-Nationalmannschaft. Parallel betreute er auch noch die U-23-Auswahl bei der Asienmeisterschaft 2020, wo er das Viertelfinale erreichte. Im Sommer 2021 wurde sein Vertrag dort wieder aufgelöst.

## Erfolge als Trainer
- J. League: 2005
- Kaiserpokal: 2008, 2009
- J. League Cup: 1999, 2007
- AFC Champions League: 2008